# Opatská stezka

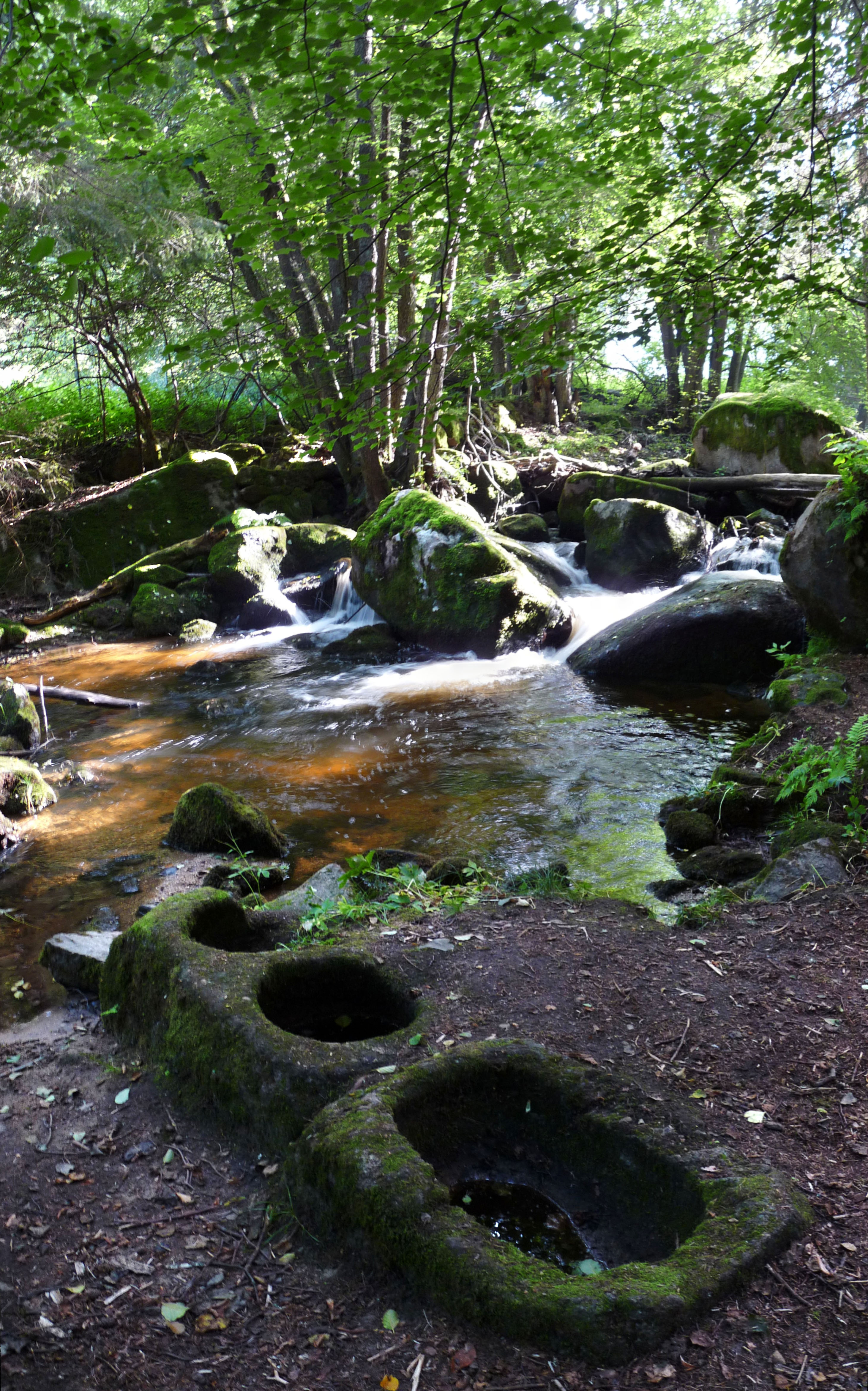
Příklad kamenické práce

Opatská stezka je naučná stezka vedoucí od Vyšebrodského kláštera údolím Hamerského potoka, dnes známého jako Menší Vltavice. Má dvě trasy, označené římskými číslicemi I a II.

## Popis
Stezka I byla otevřena v červnu 2005 a má třináct zastavení s informačními tabulemi, z nichž první se nalézá nedaleko Rožmberské brány kláštera. Jedna z informačních tabulí ještě ukazuje nejspíše starší trasu, která začínala u veřejného tábořiště na pravém břehu Vltavy.
Stezka vede do areálu kláštera, odkud pak směřuje kolem sochy na vysokém podstavci na jihozápad po žluté turistické značce podél Opatského kanálu a Menší Vltavice. Tvar stezky opisuje osmičku a vrací se zpět ke klášteru. Z infotabulí se návštěvníci dozvídají například o umění starých kameníků nebo Opatském kanálu, mohou se napít z údajně léčivé studánky, ke které odbočuje strmá cesta vzhůru, a v nejvzdálenějším bodě stezky pak jsou k vidění vodopády sv. Wolfganga.
Opatský kanál, podél nějž prochází první čtvrtina stezky, přiváděl pitnou a dnes již jen užitkovou vodu do budov kláštera. Odděluje se od Menší Vltavice na levém břehu přibližně ve čtvrtině stezky a v této svahovité části je vydlážděn. Jeho vznik se předpokládá nejpozději do roku 1380.
Po cestě prý lze spatřit ledňáčka, jenž prý obývá oblast kolem vodopádů a je spolu s leknínem vyobrazen na kapličce studánky, a stromy staré více než 170 let, mezi kterými roste i borovice douglaska.
Stezka II má stejně jako první trasa začátek u kláštera a dále vede v délce 4,2 km s převýšením 220 m k Loučovicím. Stezku značenou také modrým turistickým značením lemuje šest zastavení s přírodními, technickými i historickými informacemi, přičemž další lze udělat po krátkých odbočkách např. u Čertovy stěny nebo na vrchu Vyklestilka (887 m). Vede též kolem zaniklé osady Pošlák. Trasa této stezky je v lesnických mapách zapsána jako Opatova stezka